# Moicanos

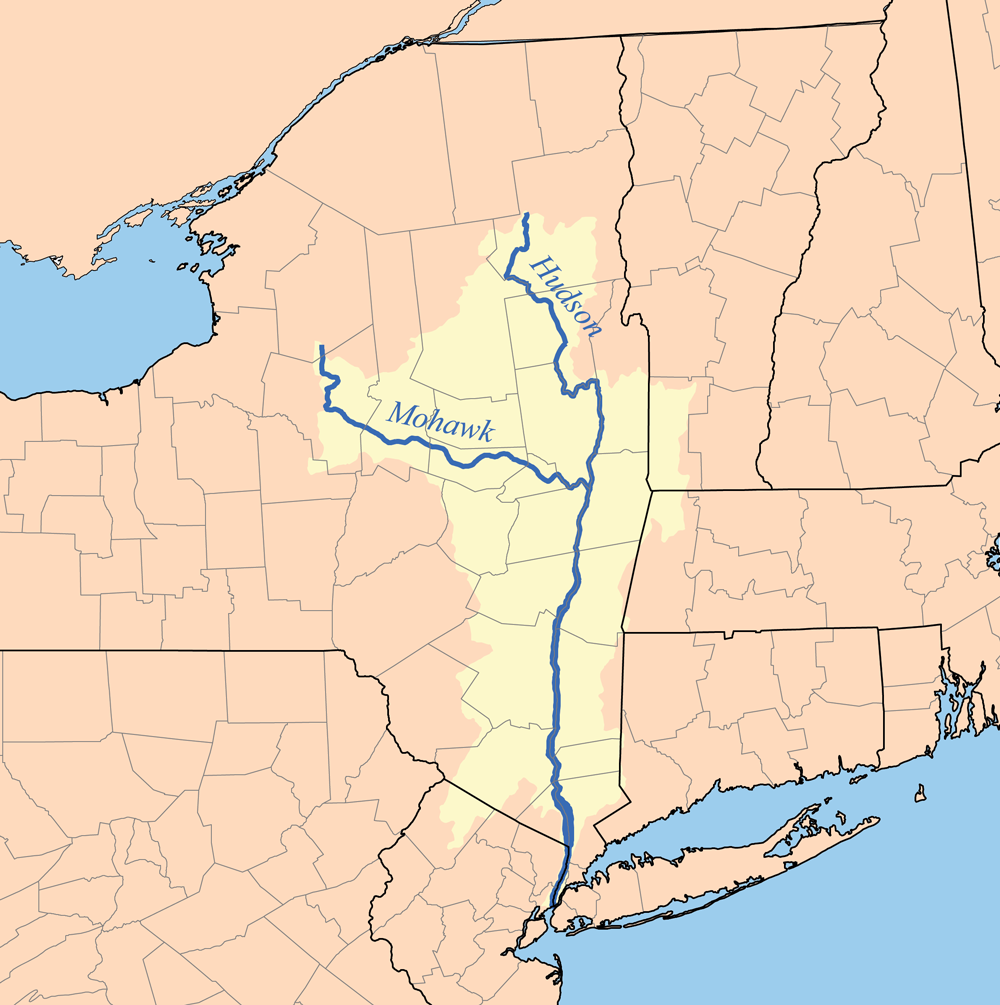
Em amarelo, a área originalmente ocupada pelos moicanos, no estado de Nova Iorque, nos Estados Unidos

Os moicanos (em inglês, mahican ou mohican) são um povo indígena dos Estados Unidos da América que vivem atualmente no Condado de Shawano, no estado do Wisconsin.

## História
Na época de seu primeiro contato com os europeus, em 1609, os moicanos eram uma confederação composta por cinco tribos e quarenta aldeias que vivia em torno do vale do rio Hudson (principalmente na região da atual cidade de Albany, no estado de Nova Iorque). Eles se chamavam a si próprios muh-he-con-neok, termo que significa "povo das águas que nunca param". Eles falavam a língua moicana, hoje extinta, que pertencia ao subgrupo das línguas algonquinas orientais.
Nos séculos seguintes, tensões surgiram entre os moicanos e os mohawks, assim como com os europeus, fazendo com que os moicanos migrassem mais para o leste. Muitos estabeleceram-se no que eventualmente viria a ser a cidade de Stockbridge, no estado de Massachusetts. Por essa razão, esse grupo também é conhecido como os índios stockbridge. Durante o século XVIII, muitos moicanos foram convertidos ao cristianismo por missionários da Igreja dos Irmãos Morávios provenientes de Bethlehem (Pensilvânia). Durante a Guerra da Independência dos Estados Unidos (1775-1783), os moicanos se aliaram aos estadunidenses, participando do cerco de Boston e das batalhas de Saratoga e Monmouth. Na década de 1780, uma parte dos moicanos se mudou para o oeste do estado de Nova Iorque, dividindo uma reserva indígena com os índios oneidas, na que ficou sendo conhecida como "Nova Stockbridge". 
Nas décadas de 1820 e 1830, o grupo migrou para o nordeste do estado do Wisconsin, onde se uniu ao povo indígena munsee, formando os chamados moicanos stockbridge-munsee. No final do século XX, os moicanos se juntaram a outras etnias indígenas na reivindicação de 23 000 acres de terras no Condado de Madison (Nova Iorque), alegando que tais terras haviam sido adquiridas dos indígenas inconstitucionalmente pelo estado devido ao fato de tal transação não ter sido ratificada pelo senado. Em 2010, o governador David Paterson anunciou que chegara a um acordo com os moicanos: estes teriam aceitado receber 2 acres das terras reivindicadas no condado de Madison mais 330 acres de terra no Condado de Sullivan (Nova Iorque), onde o governo estava incentivando o desenvolvimento econômico. No local, os moicanos teriam permissão federal para a exploração de um cassino. Porém o acordo gerou protestos de autódromos, de outros cassinos, de interesses privados e de outras tribos.

## Cultura tradicional
Tradicionalmente, as aldeias moicanas eram compostas por entre 20 e 30 casas longas, localizadas em colinas e bem fortificadas. Plantações de milho cercavam as aldeias. A agricultura proporcionava a base de sua alimentação, que era complementada por caça, pesca e coleta. As aldeias eram governadas por chefes hereditários chamados sachem, que eram aconselhados por conselhos de anciãos. Os sachens das diferentes aldeias moicanas se reuniam regularmente em Shodac, a leste da atual Albany, para decidir assuntos importantes relativos à confederação de aldeias.

## Influência nas artes
Os moicanos inspiraram a criação de um dos livros mais famosos da literatura dos Estados Unidos: O Último Dos Moicanos (1826), de James Fenimore Cooper. Apesar do nome, o autor, no livro, mesclou elementos culturais dos moicanos com os de outra tribo vizinha: os mohegans. O livro viria a ter inúmeras adaptações para o cinema.

## Personalidades
Muitos estadunidenses famosos têm ascendência moicana. Como exemplo, podem-se citar:
- John Wannuaucon Quinney (1797-1855), diplomata que lutou pelos direitos dos povos indígenas dos Estados Unidos;
- Bill Miller (1955), cantor e compositor.
- Brent Michael Davids (1959), compositor e flautista;
- Anthony Kiedis (1962), cantor da banda Red Hot Chili Peppers;